# Peggy Walton-Walker
Peggy Walton-Walker es una actriz de cine y televisión estadounidense.

## Primeros años
Nació como Peggy Jean Walton en 1943 en Charleston, Carolina del Sur. Walton-Walker asistió a Vigor High School en Prichard, Alabama, donde se graduó en 1961. Luego obtuvo una licenciatura en música del Birmingham-Southern College en 1965, el mismo año en que fue seleccionada y coronada como Miss Birmingham-Southern College.

## Carrera
La mayoría de los papeles de cine y televisión de Walton-Walker han sido pequeños, a menudo interpretando un personaje sin nombre, como un contador, recepcionista o enfermera. Sin embargo, tuvo un papel destacado en A Different World en el episodio de 1990 "Orgullo y prejuicio" como Amy, una empleada de ventas minoristas que desprecia a un cliente negro, quien luego realiza compras excesivas en un esfuerzo fallido por contrarrestar el prejuicio, y luego devuelve las compras por principio. También apareció en un aclamado episodio de 1987 de Designing Women llamado "Killing All the Right People", uno de los primeros episodios de una serie de televisión que trata sobre los prejuicios contra las personas con SIDA. Otras apariciones en televisión incluyen el programa de ciencia ficción Quantum Leap, series de detectives como Banacek y papeles recurrentes en las telenovelas Dinastía y General Hospital. También ha trabajado como actriz de voz, haciendo las voces de varios personajes en el programa infantil Los Pitufos.
Sus películas incluyen las películas de terror What's the Matter with Helen? (1971) y Pumpkinhead (1988), la comedia de 1982 Best Friends, el drama adolescente For Keeps (1988) y el drama cristiano The Second Chance en 2006. En 2007, tuvo un papel destacado en la película The American Standards.
Tuvo un papel más notable en la película inédita de 1972 Lapin 360. Más tarde fue lanzada como Always the Innocent en VHS. El actor Jared Martin, que también trabajó en la película, dijo en 2007 que estaba saliendo con el productor y señaló cómo en sus escenas juntos "todos los primeros planos eran para ella".
Aunque la autoría del guion de Free Willy se le atribuye a su difunto esposo, la inclusión de Walton-Walker como "Asesora de la escuela de cine" para Watkins Film School en Nashville, Tennessee, la acredita como autora. En la película de Netflix dirigida por Christopher Landon We Have a Ghost, protagonizada por David Harbour y Anthony Mackie, también se le atribuye un cameo como Miss Ramonda Scheller.

## Vida personal
Walton-Walker estuvo casada con el escritor Keith A. Walker desde 1975 hasta su muerte por cáncer en diciembre de 1996. Walton-Walker se casó con Larry Lord en junio de 2016.